# Capitaux de la SNCV dans la province de Namur
Pour les services passagers voir Lignes de tramway de la SNCV dans la province de Namur.
Capitaux de la Société nationale des chemins de fer vicinaux (SNCV) dans la province de Namur.

## 112 (518) «Rochefort - Wellin - Graide»
Longueur 40,1 km.
Plan du capital
Lignes (services voyageurs) l'utilisant
Mise en service :
| Date            | Section                                  |
| --------------- | ---------------------------------------- |
| 14 février 1904 | Wellin station vicinale - Rochefort Gare |
| 25 juin 1908    | Chanly Jonction cap. 49/112 - Daverdisse |
| 14 août 1908    | Daverdisse - Graide Gare                 |

Fermeture :
Type : F suppression du service fret ; V suppression du service voyageurs ; TT fermeture à tout-trafic et type de trafic F fret / V voyageurs restant au moment de la fermeture à tout trafic.
| Date            | Type   | Section                                                                                               |
| --------------- | ------ | --- |
| 1948            | V      | Daverdisse - Graide Gare                                                                              |
| 1952            | TT (F) | Daverdisse - Graide Gare                                                                              |
| 31 août 1955    | V      | Chanly Jonction cap. 49/112 - Daverdisse                                                              |
| 9 janvier 1956  | TT (F) | Chanly Jonction cap. 49/112 - Daverdisse                                                              |
| 31 août 1955    | V      | Wellin station vicinale - Rochefort Gare                                                              |
| 29 juillet 1957 | TT (F) | Wellin station vicinale - Han-sur-Lesse Jonction cap. 112/144, Han-sur-Lesse Église - Rochefort Gare, |
| 1989            | TT (V) | Han-sur-Lesse Jonction cap. 112/144 - Église                                                          |

Ligne(s) ayant inaugurée(s) ou cloturée(s) la section
1. 1 2  Ligne 521A.
2. 1 2 3 4  Ligne 521B.
3. 1 2 3 4  (en) Wim Kusee, « Cap.112: Rochefort - Wellin - Graide », sur kusee.nl
4. ↑  Ligne des grottes de Han.

Dépôts et stations
Wellin.

## 144 (522) «Han-sur-Lesse - Grottes de Han»
Longueur 5,4 km.
Plan du capital
Lignes (services voyageurs) l'utilisant
Mise en service le 1er juin 1906, toujours en service, pour les modifications du tracé voir Tramway des grottes de Han.
Dépôts et stations
Han-sur-Lesse Tivoli.

## Liste
- Ligne 515 (SNCV) Eghezée - Saint-Denis-Bovesse (tableau 532) (capital 63) : 16,6 km (1895-1958)
- Ligne 517 (SNCV) Chimay - Cul-des-Sarts - Petite Chapelle - Couvin (tableau 453) (capitaux 97, 109) : 43,2 km, dont 5,5 km de voie à écartement mixte, normal et métrique, à quatre rails entre Chimay et Forges (1903-1960)
- Ligne 519 (SNCV) Florennes - Dinant (tableau 556) (capital 116) : 25,1 km (1905-1947)
- Ligne 523 (SNCV) Olloy - Oignies (tableau 451) (capital 160) : 10,0 km (1911-1956)
- Ligne 524 (SNCV) Gedinne - Vresse - embranchement vers Membre - Bohan / embranchement vers Alle-sur-Semois (tableau 553) (capital 161) : 36,2 km (1913-1955)
- Ligne 526 (SNCV) Taviers - Ambresin (tableau 535) (capital 194) : 9,4 km, dont 3,2 km de voie à écartement mixte, normal et métrique, à trois rails entre Taviers et Boneffe (1925-1956)

## Capitaux d'autres provinces
- 49 (616) « Wellin - Grupont », province de Luxembourg.